# Il grande biondo
Il grande biondo (Le retour du grand blond) è un film del 1974 diretto da Yves Robert.

## Trama
François Perrin è un musicista che viene scambiato per un agente segreto ma, nonostante tutto, riesce a sfuggire a tutti gli attentati mettendo in ridicolo gli avversari.